# Vierisme
El vierisme (en castellà, vierismo) és el nom donat a una escissió del batllisme sorgida el 1919 i dirigida per l'expresident Feliciano Viera. Una de les seves figures més destacades va ser el polític Eduardo Blanco Acevedo. Va utilitzar el nom de Partido Colorado Radical, que va rebre de part d'un dels seus joves dirigents més radicals, Raúl Jude.